# Unidade Popular (Brasil)
A Unidade Popular (UP) ou Unidade Popular pelo Socialismo é um partido político brasileiro de extrema-esquerda fundado em 16 de junho de 2016 e registrado oficialmente em 10 de dezembro de 2019. Em junho de 2025 possuía 11 206 filiados.
O partido é ligado a movimentos sociais que atuam em defesa do poder popular e do socialismo, e defende a nacionalização do sistema bancário, o controle social de todos os monopólios e consórcios capitalistas e dos meios de produção nos setores estratégicos da economia, bem como uma reforma agrária e urbana popular.
O nome da organização é inspirado na coalizão partidária de esquerda formada para a eleição presidencial chilena de 1970, sob a liderança de Salvador Allende.

## História

### Processo de registro eleitoral
Integraram os esforços pelo registro outros movimentos, como a União da Juventude Rebelião (UJR), o Movimento de Luta nos Bairros, Vilas e Favelas (MLB), o Movimento Luta de Classes e o Movimento de Mulheres Olga Benário (MMOB).

A coleta de assinaturas de apoio para registro do partido perante o TSE foi iniciada em 2014. De acordo com o parágrafo 2º do artigo 7º da Resolução 23.465 do TSE, o apoiamento mínimo deve corresponder a, pelo menos, 0,5% dos votos dados na última eleição geral para a Câmara dos Deputados (aproximadamente 500 mil), não computados os votos em branco e os nulos, distribuídos por um terço, ou mais, dos estados, com um mínimo de 0,1% do eleitorado que haja votado em cada um deles.

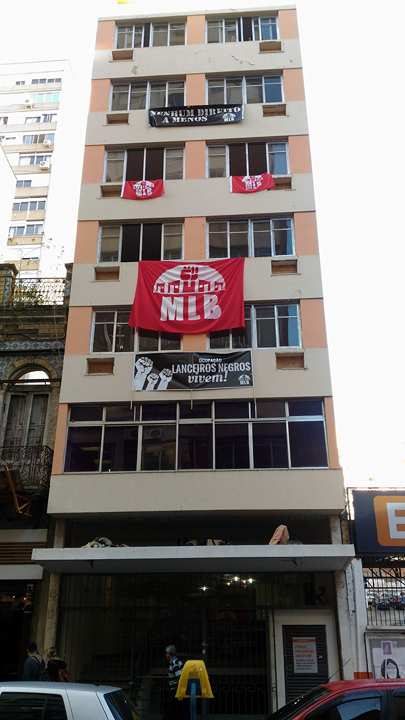
Ocupação Lanceiros Negros Vivem, em Porto Alegre, com bandeiras do MLB na fachada. Movimento ajudou a coletar assinaturas para fundação da UP.

Até o dia 27 de outubro de 2018, a Unidade Popular pelo Socialismo contava com mais de 418 mil assinaturas de apoio validadas. Segundo a organização, foram preenchidas mais de um milhão de fichas de apoio.
O estatuto do partido foi publicado no Diário Oficial da União em 3 de setembro de 2014, assinado por seu presidente, Leonardo Péricles Vieira Roque, coordenador do Movimento de Luta nos Bairros, Vilas e Favelas (MLB). Tem como símbolo três punhos erguidos, que simbolizam a unidade de ação e o centralismo democrático, sobre um fundo preto ou branco sobre o qual estão escritos o nome e a sigla da organização.
Desde 2014, a Unidade Popular pelo socialismo tem ganhado, progressivamente, inserção nos meios estudantis e sindicais, adquirindo expressão nacional a partir de sua oposição ao Governo Michel Temer e ao então candidato à presidência do Brasil, Jair Bolsonaro, na eleição presidencial brasileira de 2018.
Na eleição presidencial de 2018, a UP, ainda sem existência formal, declarou apoio à candidatura presidencial de Guilherme Boulos e de sua vice Sônia Guajajara, chapa eleitoral lançada pelo Partido Socialismo e Liberdade (PSOL). Segundo a organização, o apoio à chapa deve-se a esta ter sido "a única com disposição de adotar a taxação das grandes fortunas e revogar as medidas de lesa-pátria do governo de Michel Temer, dentre elas a Reforma Trabalhista e a PEC do congelamento dos investimentos sociais".
Seu primeiro congresso foi realizado em Belo Horizonte, nos dias 23 e 24 de março de 2019, e teve como tema "Partido dos pobres, com os pobres e para os pobres".
O pedido de registro do partido foi protocolado no Tribunal Superior Eleitoral em agosto de 2019 e aprovado em 10 de dezembro do mesmo ano. O partido recebeu o número 80 para votação nas urnas.

### Eleições municipais de 2020
As eleições municipais de 2020 foram as primeiras que o partido disputou. Conforme o presidente nacional da legenda, Leonardo Péricles, o plano do partido foi lançar o máximo de candidatos a prefeito nas principais capitais brasileiras em 2020. Assim, disputaram pelo partido, as seguintes candidaturas:
|    | Prefeitura Municipal    | Estado         | Candidato a prefeito             | Coligação                             | Votação obtida (número de votos) | posição |
| -- | ----------------------- | -------------- | -------------------------------- | ------------------------------------- | -------------------------------- | ------- |
| 1  | Mauá                    | São Paulo      | Amanda Bispo                     | sem coligação                         | 2,04% (3.950)                    | 7º      |
| 2  | Maceió                  | Alagoas        | Lenilda Luna                     | sem coligação                         | 1,28% (4.875)                    | 8º      |
| 3  | Fortaleza               | Ceará          | Paula Colares                    | sem coligação                         | 0,07% (893)                      | 10º     |
| 4  | Teresina                | Piauí          | Pedro Laurentino                 | Pelo Poder Popular (UP/PCB)           | 0,11% (457)                      | 11º     |
| 5  | João Pessoa             | Paraíba        | Rafael Freire                    | sem coligação                         | 0,24% (865)                      | 12º     |
| 6  | Goiânia                 | Goiás          | Fabio Júnior                     | sem coligação                         | 0,17% (1.052)                    | 14º     |
| 7  | Recife                  | Pernambuco     | Thiago Santos                    | Frente de Esquerda do Recife (UP/PCB) | 0,15% (1.232)                    | 8º      |
| 8  | Caruaru                 | Pernambuco     | Rafael Wanderley                 | sem coligação                         | 0,22% (374)                      | 6º      |
| 9  | Jaboatão dos Guararapes | Pernambuco     | Serginaldo Santos                | sem coligação                         | 0,34% (839)                      | 9º      |
| 10 | Itabirito               | Minas Gerais   | Sara Boratti                     | sem coligação                         | 3,08% (864)                      | 4º      |
| 11 | Nova Lima               | Minas Gerais   | Jobert "Jobão" Fernando de Paula | UP/PSOL                               | 1,45% (764)                      | 7º      |
| 12 | Cabo Frio               | Rio de Janeiro | Prof. Fernando De Oliveira       | Sem coligação                         | 0,35% (356)                      | 11º     |
| 13 | Itabuna                 | Bahia          | Pedro Eliodório                  | Sem coligação                         | 0,19% (193)                      | 10º     |
| 14 | Teixeira de Freitas     | Bahia          | Pablo Franstêscouly              | Sem coligação                         | 0,13% (98)                       | 7º      |

Além das candidaturas próprias, o partido integrou a coligação da candidata do PSOL em Porto Alegre, a deputada federal Fernanda Melchionna. Anteriormente, o partido havia cogitado lançar Priscila Voigt como candidata. No Rio de Janeiro, a UP apoiou a candidatura da deputada estadual fluminense Renata Souza.
Em São Paulo, a Unidade Popular entrou na coligação do PSOL apoiando a candidatura de Guilherme Boulos com a vice Luiza Erundina. Em Belo Horizonte, o presidente nacional do partido, Leonardo Péricles, foi candidato a vice na chapa da deputada federal Áurea Carolina (PSOL). Em Florianópolis, o partido fez parte da Frente Popular, junto com PSOL, PT, PDT, PCdoB, PSB e REDE, além das organizações PCLCP e UCB. Em Belém, integrou a coligação do candidato eleito do PSOL, Edmilson Rodrigues.
Para as eleições, o partido recebeu R$ 1,2 milhão do fundo eleitoral.
Durante as eleições municipais de 2020, a Unidade Popular foi o partido político brasileiro com o maior número proporcional de candidatos negros, em virtude de 70% (setenta por cento) de seus candidatos a prefeito e vereador serem negros e negras.

### Eleições gerais em 2022

#### Candidatura presidencial
No dia 14 de novembro de 2021, Leonardo Péricles teve sua indicação confirmada como pré-candidato à Presidência da República nas eleições gerais no Brasil em 2022. Foi a primeira vez que o partido lançou candidatura à presidência da República. E no mesmo evento Leonardo Péricles foi eleito como presidente nacional do partido. Em 24 de julho de 2022 foi confirmada a candidatura em convenção realizada em Natal, tendo como candidata a vice da chapa, a dentista Samara Martins.

#### Candidaturas nos estados
Durante as eleições de 2022, a UP lançou as suas primeiras candidaturas de governadores estaduais:
|   | Estado         | Candidato a governador(a) | Candidato a vice-governador(a) | Coligação     | Votação obtida (número de votos) | posição |
| - | -------------- | ------------------------- | ------------------------------ | ------------- | -------------------------------- | ------- |
| 1 | Ceará          | Serley Leal               | Francisco Bita Tapeba          | sem coligação | 0,04% (1.881)                    | 5º      |
| 2 | Goiás          | Prof. Reinaldo Pantaleão  | Luciana Amorim                 | sem coligação | 0,15% (5.400)                    | 8º      |
| 3 | Minas Gerais   | Indira Xavier             | Edna da Izidora                | sem coligação | 0,14% (15.604)                   | 7º      |
| 4 | Rio de Janeiro | Juliete Pantoja           | Juliana Alves                  | Sem coligação | 0,33% (27.344)                   | 5º      |
| 5 | São Paulo      | Carol Vigliar             | Elô Alves                      | Sem coligação | 0,38% (88.767)                   | 6º      |
| 6 | Sergipe        | Prof. Aroldo Felix        | Luze Augusta                   | Sem coligação | 0,14% (1.044)                    | 6º      |

A UP lançou 3 candidaturas ao Senado Federal pelos estados de Rio Grande do Norte, Rio de Janeiro e São Paulo. Destes, foi Vivian Mendes, candidata a senadora por São Paulo, quem obteve a maior votação entre todos os candidatos do partido, ao conquistar 280.460 eleitores que representaram 1,3% dos votos válidos, ficando na 6ª posição entre todos os candidatos, inclusive à frente de políticos tradicionais, como o ex-deputado federal e ex-ministro Aldo Rebelo.
A UP lançou 18 candidaturas à Câmara dos Deputados, sendo que Isis Mustafá, candidata a deputada federal por São Paulo, a que obteve a maior votação entre todos os candidatos do partido, ao conquistar 21.017 votos, seguida de Eslane Paixão, candidata a deputada federal pela Bahia, que obteve a segunda maior votação entre os demais, ao conquistar 3.433 votos.
A UP lançou 21 candidaturas para as Assembleias Legislativas estaduais, sendo que Amanda Bispo, candidata a deputada estadual por São Paulo, quem obteve a maior votação entre todos os candidatos do partido, ao conquistar 20.903 votos, seguida de Ligia Mendes, candidata a deputada estadual também por São Paulo, que conquistou 14.646 votos.

### Eleições municipais de 2024
As eleições municipais de 2024 foram a segunda participação do partido em disputas por Prefeituras e Câmaras Municipais. Assim, disputaram pelo partido, as seguintes candidaturas:

#### Disputas por prefeituras municipais de capitais de 2024
|    | Prefeitura Municipal | Estado            | Candidato a prefeito                     | Candidato a vice-prefeito | Coligação     | Votação obtida (número de votos) | posição           |
| -- | -------------------- | ----------------- | ---------------------------------------- | ------------------------- | ------------- | -------------------------------- | ----------------- |
| 1  | Belém do Pará        | Pará              | Raquel Brício                            | Gal Leite                 | sem coligação | 0,43% (3.450)                    | 7º                |
| 2  | Maceió               | Alagoas           | Lenilda Luna                             | Vânia Gomes               | sem coligação | 2,05% (9.354)                    | 3º                |
| 3  | Salvador             | Bahia             | Eslane Paixão                            | Giovana Ferreira          | sem coligação | 0,41% (5.513)                    | 4º                |
| 4  | Teresina             | Piauí             | Santiago Belizario                       | Dara Neto                 | sem coligação | 0,19% (860)                      | 6º                |
| 5  | João Pessoa          | Paraíba           | Yuri Ezequiel                            | Josiane Soares            | sem coligação | 0,54% (2.237)                    | 5º                |
| 6  | Goiânia              | Goiás             | Reinaldo Pantaleão "Professor Pantaleão" | Luciana Amorim            | sem coligação | 0,24% (1.657)                    | 7º (último lugar) |
| 7  | Recife               | Pernambuco        | Ludmila Outtes                           | Raimundo Malheiros        | sem coligação | 0,15% (1.399)                    | 6º                |
| 8  | Rio de Janeiro       | Rio de Janeiro    | Juliete Pantoja                          | Benevides Camelo          | sem coligação | 0,22% (6.828)                    | 6º                |
| 9  | São Paulo            | São Paulo         | Ricardo Senese                           | Julia Soares              | sem coligação | 0,09% (5.593)                    | 7º                |
| 10 | Belo Horizonte       | Minas Gerais      | Indira Xavier                            | Geraldo Neres             | sem coligação | 0,19% (2.462)                    | 8º                |
| 11 | Porto Alegre         | Rio Grande do Sul | Luciano Schafer "Luciano do MLB"         | Amanda Benedett           | sem coligação | 0,21% (1.476)                    | 5º                |

## Ideologia

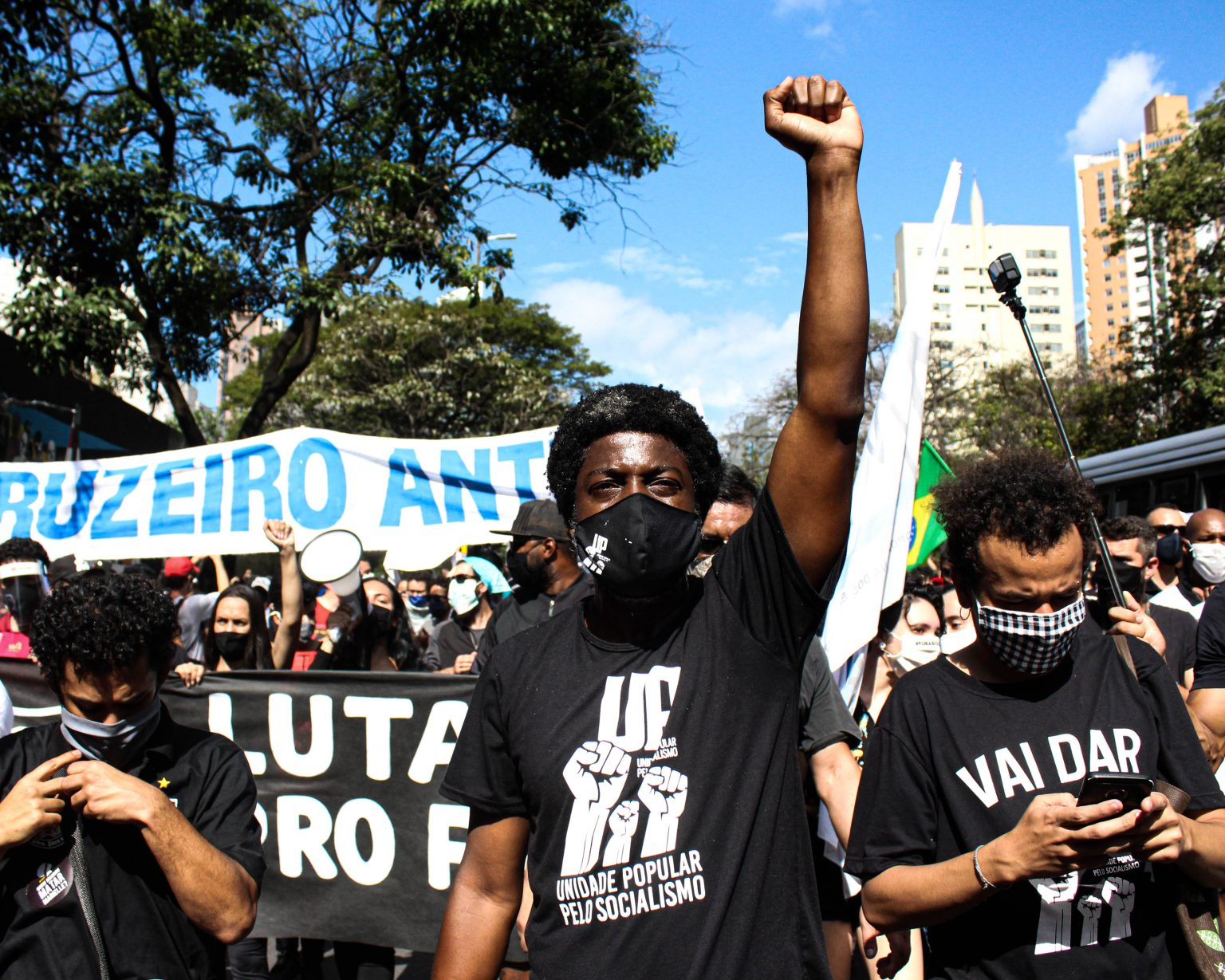
Presidente Nacional da UP, Leonardo Péricles.

O partido é ligado a movimentos que atuam em defesa da moradia popular e defende a nacionalização do sistema bancário, o controle social de todos os monopólios e consórcios capitalistas e dos meios de produção nos setores estratégicos da economia, bem como a reestatização de empresas estatais privatizadas e Reforma Agrária. Além disso, também é favorável submeter juízes e desembargadores ao crivo eleitoral e estatizar os meios de transporte coletivos.
De acordo com o artigo 2º do Estatuto do partido Unidade Popular, registrado no TSE:
| “ | Art. 2º. O Partido Unidade Popular tem por objetivo apoiar a luta pelo socialismo no Brasil e promover a unidade das forças populares para intervir no processo político do país. | ” |

O partido defende ideais socialistas e a superação do capitalismo, combatendo o capital financeiro internacional e os privilégios dos mais ricos.
Segundo seu presidente nacional,  Leonardo Péricles:
| “ | A UP se propõe a ser um polo que contribua com a reorganização da esquerda no meio do povo pobre a partir de um programa revolucionário, mas que, ao mesmo tempo, dialogue com o povo. Quem devemos combater? O capital financeiro internacional e os muito ricos, as classes que dominam no Brasil, que carregam desde o período da escravidão o racismo, o machismo, o autoritarismo e principalmente a política anti-pobre que leva o Brasil a ser dependente, humilhado e saqueado como é hoje. | ” |

## Organização

### Estrutura partidária
De acordo com o artigo 21 do Estatuto da UP, os órgãos que compõem a agremiação partidária são:
- Órgãos de Deliberação: os Congressos Nacional, Estaduais e Municipais e as Convenções Nacional, Estaduais e Municipais;[78]
- Órgãos de direção: os Diretórios Nacional, Estaduais, Municipais e Zonais;[78]
- Órgão de Apoio: Instituto Manoel Lisboa;[78]
- Conselho Fiscal;[78]
- Órgão de Ação Parlamentar: as bancadas parlamentares[78] (até 11 de maio de 2022, inativo pela ausência de parlamentares).

### Presidência do partido
O ativista de movimentos sociais sem-teto Leonardo Péricles é o presidente do partido desde a fundação da legenda, tendo como vice-presidente a também ativista de movimentos sociais Samara Martins.
| Imagem                    | Nome              | Mandato | Mandato |
| Imagem                    | Nome              | Início  | Fim     |
| ------------------------- | ----------------- | ------- | ------- |
| Luiz Inácio Lula da Silva | Leonardo Péricles | 2016    | —       |

### Número de filiados
| Data     | Filiados | Crescimento anual | Crescimento anual |
| -------- | -------- | ----------------- | ----------------- |
| dez/2020 | 2 353    | 2 353             | -                 |
| dez/2021 | 2 613    | 260               | +11%              |
| dez/2022 | 3 557    | 944               | +36,1%            |
| dez/2023 | 7 262    | 3705              | +104,2%           |
| dez/2024 | 9 938    | 2676              | +36,8%            |

| Número de filiados |
|                    |

## Desempenho eleitoral

### Eleições presidenciais
| Ano  | Imagem                                                                     | Candidato a Presidente | Candidato a Vice-Presidente | Coligação     | Votos  | Posição |
| ---- | -------------------------------------------------------------------------- | ---------------------- | --------------------------- | ------------- | ------ | ------- |
| 2022 |                                                                            | Leonardo Péricles (UP) | Samara Martins (UP)         | Sem coligação | 53.519 | 8º      |
| 2022 | Segundo turno: apoio ao candidato vitorioso Luiz Inácio Lula da Silva (PT) |                        |                             |               |        |         |